# Berkel (rivier)

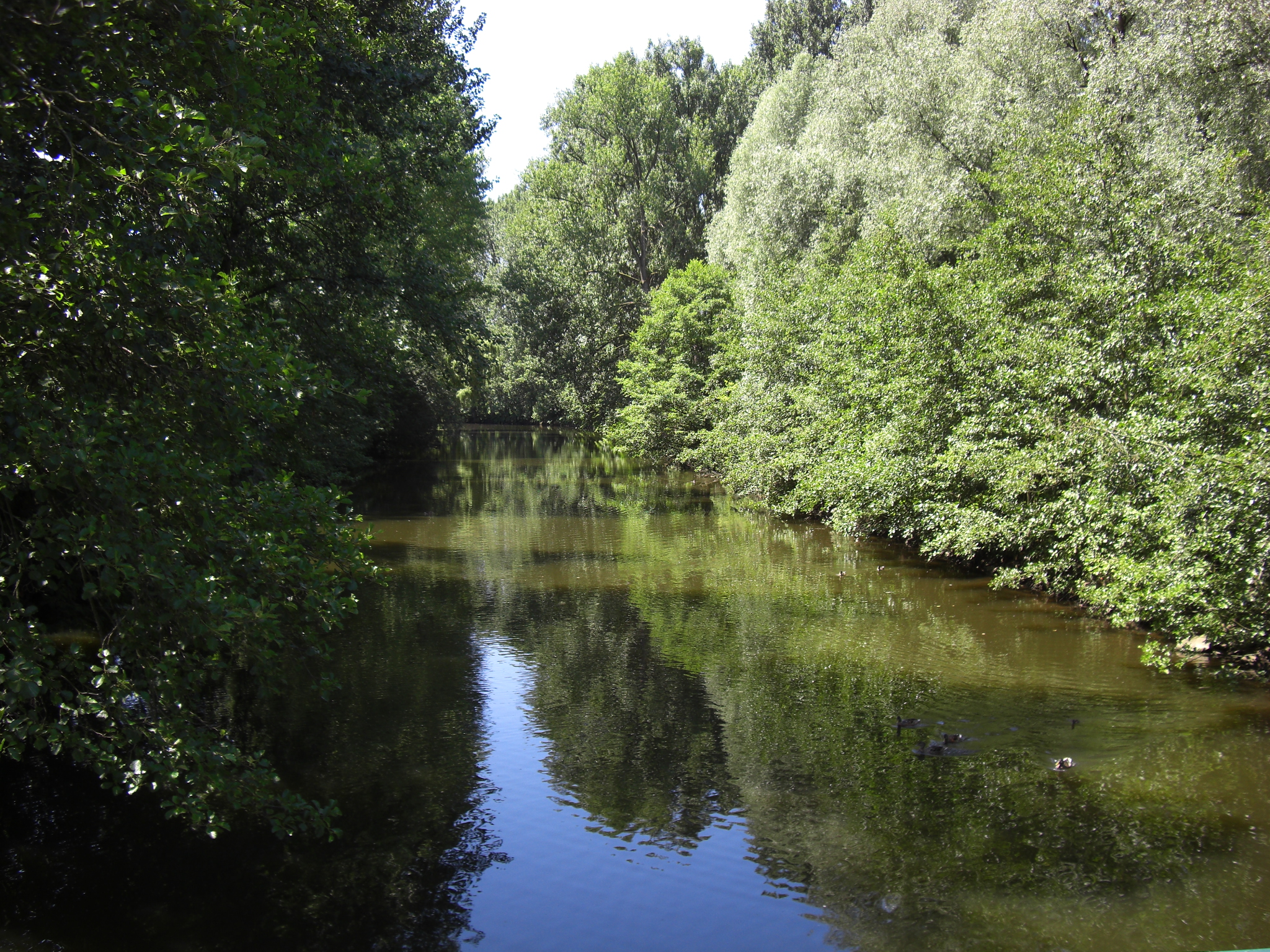
De Berkel bij Stadtlohn.

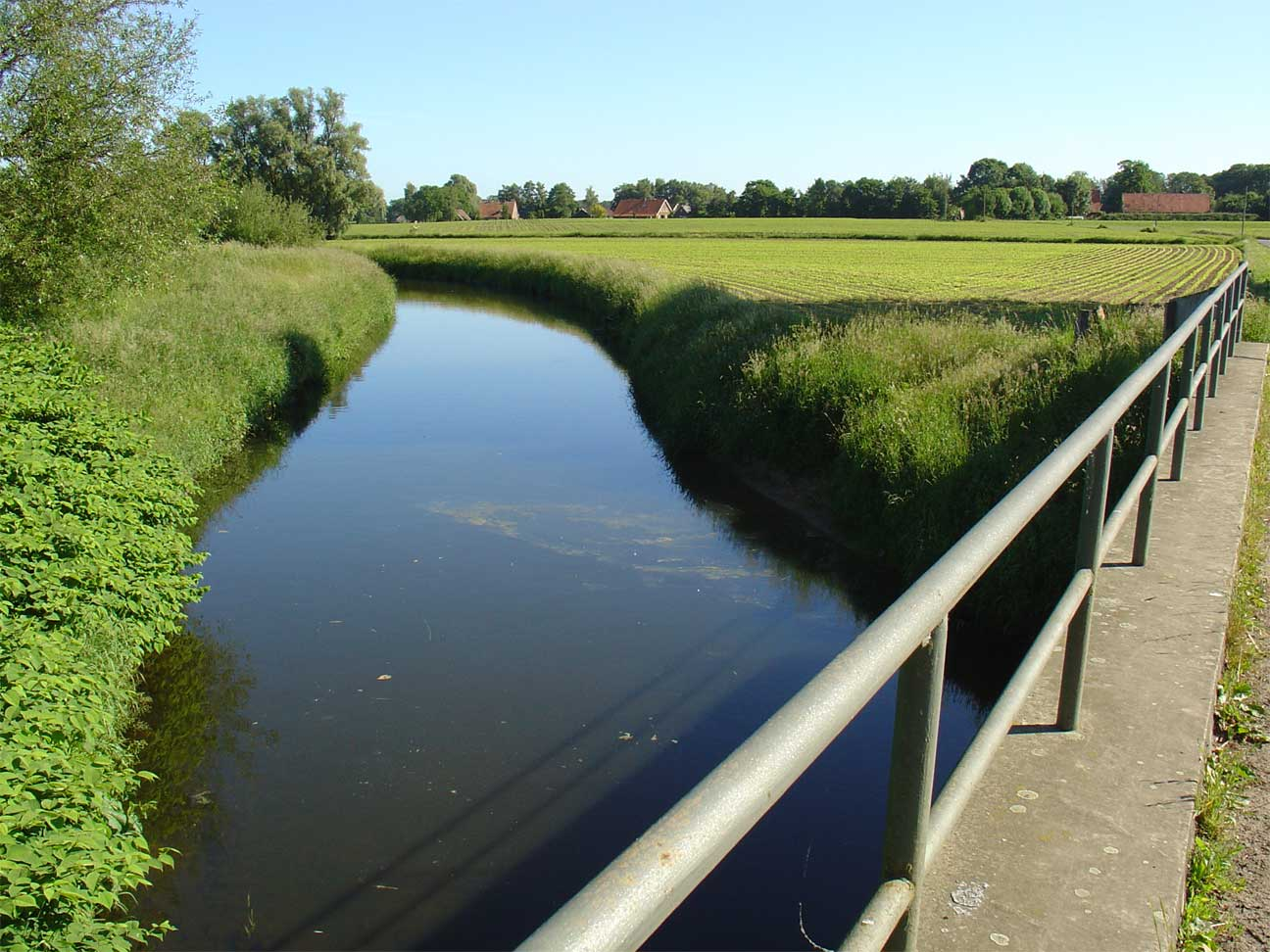
De Berkel iets ten zuiden van Oldenkotte vlak bij de grens met Duitsland.

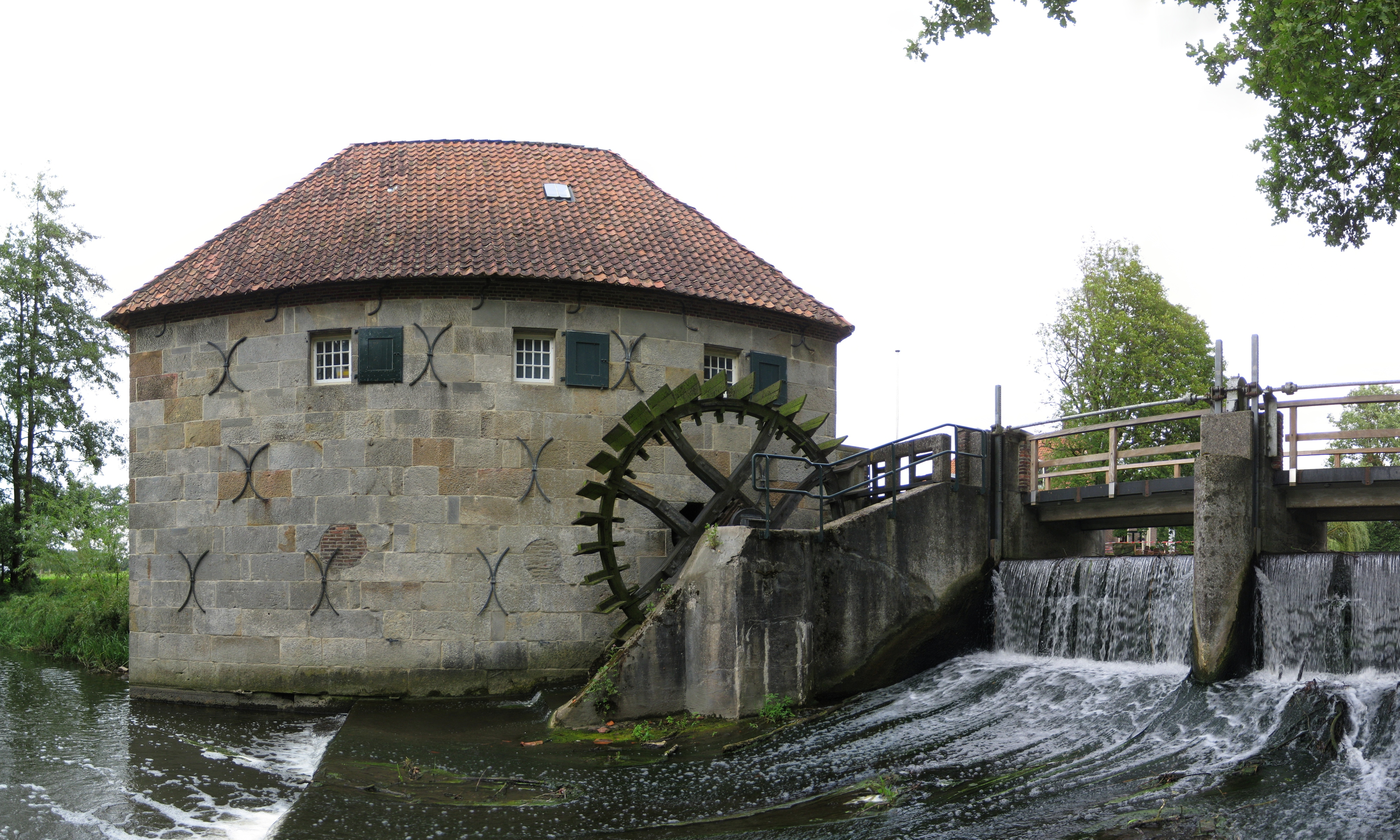
De Mallumsche Molen bij Eibergen, gefotografeerd in fisheye-objectief.

De Berkel is een rivier die in Duitsland ontspringt, in Nederland door de Achterhoek stroomt en bij Zutphen in de IJssel uitmondt. Het Waterschap Rijn en IJssel is verantwoordelijk voor het beheer van het Nederlandse deel van de Berkel.

## Bron
De belangrijkste c.q. officiële bron van de Berkel ontspringt in de stad Billerbeck aan de voet van de Baumberge op de coördinaten 51° 58′ 17″ NB, 7° 15′ 34″ OL. Gaandeweg voegen de stromen van diverse andere bronnen zich bij het riviertje.

## Loop
De eerste tientallen kilometers meandert de Berkel sterk en oogt ze als niet veel meer dan een beek. In het dorp Rekken, enkele honderden meters op Nederlands grondgebied, is een zandvang gerealiseerd. Dat is een verbreding, waar het door het snelstromende riviertje meegevoerde sediment kan bezinken. Vanaf daar is de Berkel gekanaliseerd. Ten oosten van Haarlo takt de Bolksbeek af die via het Twentekanaal in de Schipbeek uitmondt. De Berkel mondt bij Zutphen uit in de IJssel. De totale lengte van de rivier is 110 kilometer.

## Kanalisatie
Midden jaren 70 werd de grootschalige kanalisatie van het Nederlandse deel van de Berkel, die was ingezet in de jaren 50, voltooid. Deze kanalisatie had tot doel overstromingen te voorkomen door het regelen van de waterstand. Dit leverde ook agrarische voordelen op. Met name Eibergen had regelmatig te maken met wateroverlast. De Berkel werd over vele kilometers rechtgetrokken, vóór Eibergen werd een groot inundatiegebied ingericht en er werd een aantal stuwen geplaatst. Het doel is gehaald: overstromingen zijn verleden tijd. De werkzaamheden hebben echter een duidelijk effect gehad op het gebied van natuur en cultuur.

## Natuur
De kanalisatie van de Berkel heeft de natuur beïnvloed. Door het plaatsen van de stuwen zijn diverse vissoorten verdwenen, zoals de kwabaal. Ook het maaien van de oevers heeft een duidelijk effect gehad op de biodiversiteit. Door gewijzigde inzichten op het gebied van watermanagement en natuurontwikkeling probeert men de laatste jaren de natuur en de rivier weer de ruimte te geven. Zo is men gestopt met het maaien van de oevers, op enkele plaatsen is de oever gedeeltelijk weggegraven om de rivier weer enigszins te laten meanderen (zie foto's) en men probeert waar mogelijk de oude riviertakken weer bij de stroom te betrekken.
Om vis weer de gelegenheid te geven de Berkel op te zwemmen is het de bedoeling dat alle stuwen in de toekomst zijn voorzien van een vistrap of bypass. Vanaf Rekken is een bypass gerealiseerd door een oude tak van de Berkel te verbinden met de Ramsbeek. De Ramsbeek is voorzien van vistrappen en extra meanders en sluit ter hoogte van de Mallumsche Molen weer aan op de Berkel. Daarmee kan vis drie stuwen passeren.
De voor deze nieuwe bypass gelegen zandvang voldeed ook niet aan de moderne maatstaven van natuurbeheer. De zandvang was namelijk ontworpen om periodiek gebaggerd te worden. Dit baggeren is uiteraard verstorend voor het leven in de Berkel. In het gebied is veel grond afgegraven en de loop van de rivier is verspreid over meerdere geulen, waardoor kunstmatig het effect van strangen is ontstaan. Er is hierdoor een groter, vlak gebied ontstaan, waar de rivier langzaam stroomt. Hierdoor is baggeren niet meer, of alleen op de zeer lange termijn, noodzakelijk. Deze werkzaamheden zijn in 2011 afgerond.
Na jarenlange voorbereidingen gaat het waterschap Rijn en IJssel in 2014 de rivier vanaf Almen naar Zutphen hermeanderen. Hierdoor moet het weer een dynamische rivier worden die, zoals vroeger, door het landschap slingert. Het verwachte effect is dat het water schoner wordt, het Berkeldal een natuurlijker aanzien krijgt en er meer ruimte voor de rivier is bij hoogwater. Ook verwacht men meer gelegenheid voor recreatie.

## Cultuur
Tot eind 19e eeuw was de Berkel een levendig riviertje dat een belangrijke rol speelde in het alledaagse leven in de aanliggende plaatsen. De Berkel werd bevaren met berkelzompen, kleine vrachtschepen met een geringe diepgang. Totdat in de regio spoorwegen en verharde doorgaande wegen werden aangelegd, was dit de belangrijkste vorm van transport. Men is bij het temmen van de Berkel rigoureus te werk gegaan, vele oude kunstwerken zijn verdwenen. Met het ontstaan van alternatieve transportmogelijkheden had het bevaarbaar houden van de rivier geen prioriteit. Na de kanalisatie had de Berkel op sommige plaatsen het karakter van een afwateringskanaal.
In Eibergen zijn begin 2004 drie dammen in twee oude meanders doorgebroken en zijn er vier replica's van historische bruggen geplaatst. Daarmee worden deze meanders ook meer betrokken in de loop van de rivier. Ook de oude haven in Eibergen is herbouwd. Er zijn nog steeds twee watermolens te bezichtigen, bij Borculo en in buurtschap Mallem. In Borculo, Eibergen, Lochem en Almen heeft een groep vrijwilligers vier replica's gebouwd van een berkelzomp (De Jappe, De Snippe, de Ente en De Fute). Met de boten kan over de Berkel worden gevaren.

## Ongeluk
Tussen Rekken en Eibergen sloeg op 30 september 2007 bij een van de stuwen een vlot om. Op het vlot zat een groep medewerksters van een bedrijf dat een personeelsuitstapje hield. Bij het ongeluk kwamen twee vrouwen om. Onderzoek naar de toedracht leerde dat er geen instructeur bij was en dat de organisator niet voldoende informatie had verstrekt aan zijn personeel. Na dit ongeluk heeft het waterschap voor de stuwen, naast de al bestaande borden, obstakels in de vorm van kabels met boeien aangelegd, zodat het watersporters duidelijk is dat ze niet door kunnen varen.

## Gemeenten aan de rivier
In Duitsland:
- Billerbeck
- Coesfeld
- Gescher
- Stadtlohn
- Vreden

In Nederland:
- Berkelland
- Lochem
- Zutphen

## Galerij

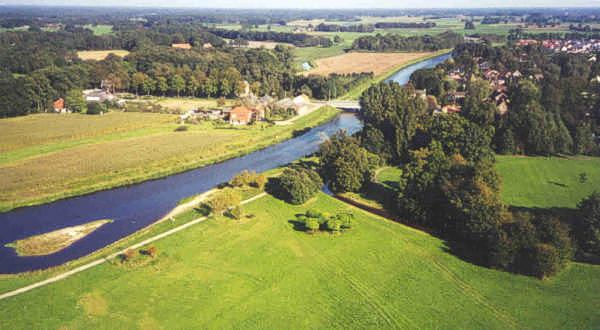
Kitefoto van de Berkel bij Eibergen, vlak na werkzaamheden om de strakke kanalisatie te doorbreken, 2004.
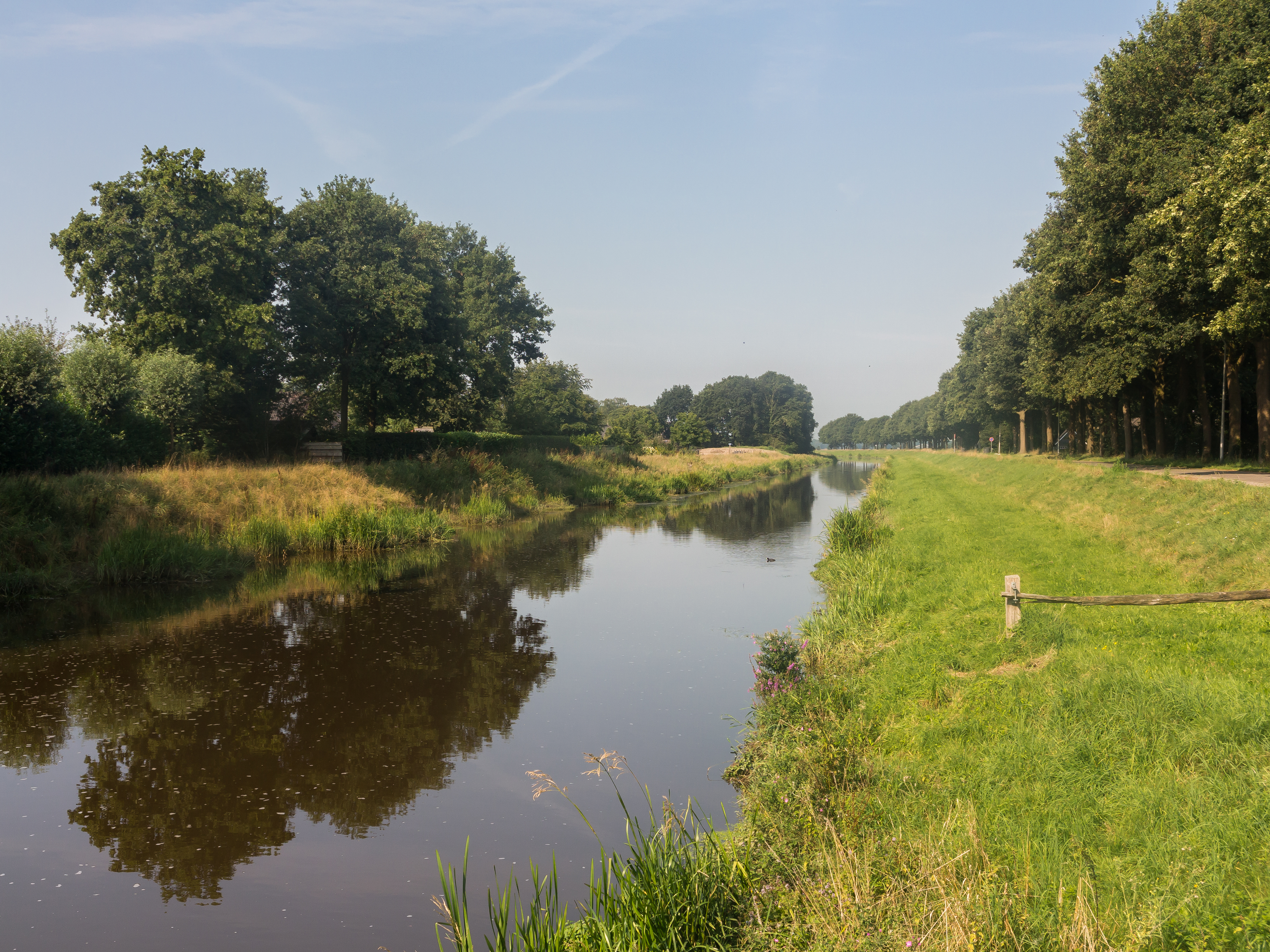
De Berkel bij Haarlo
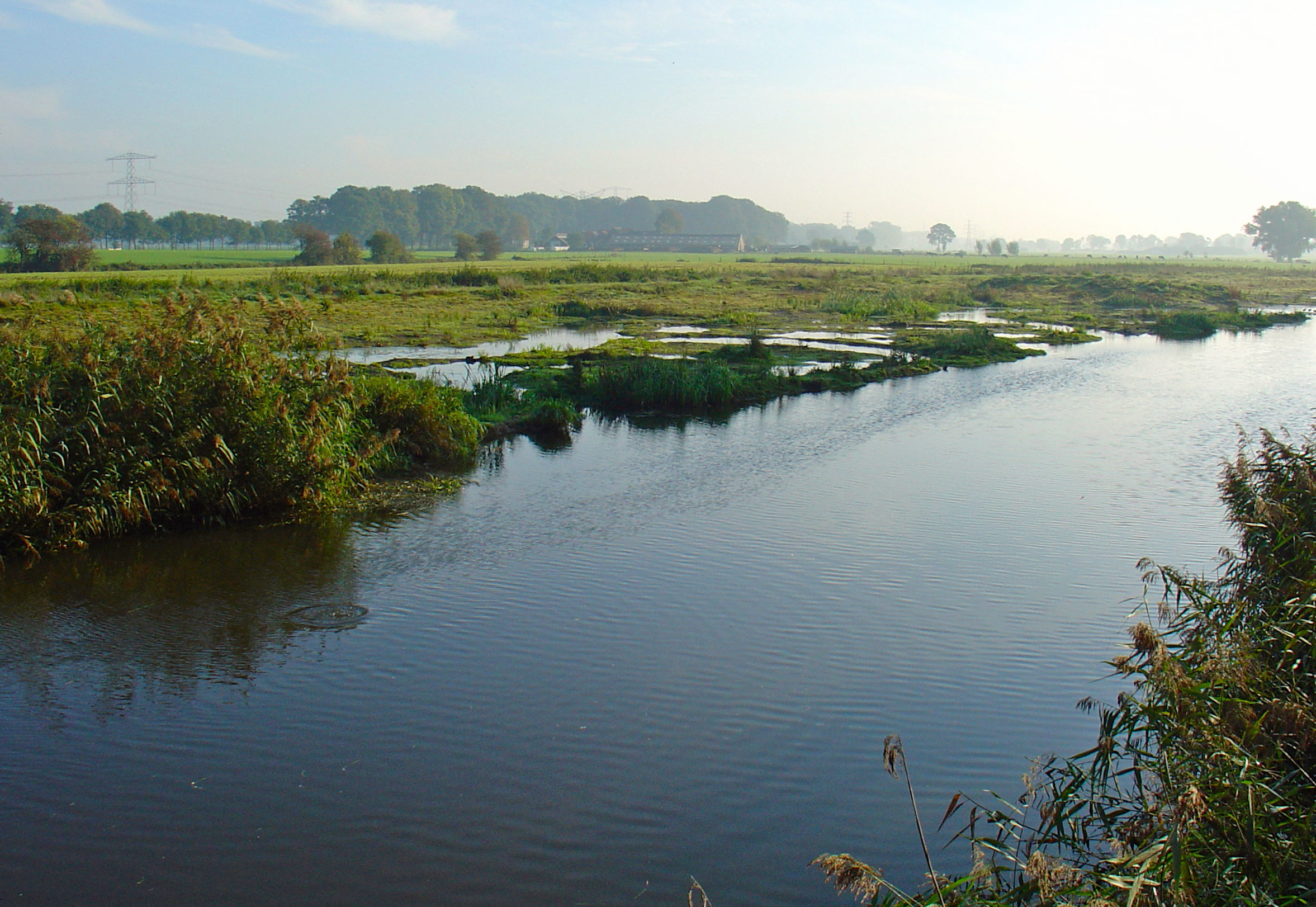
De Berkel bij de Boevinkbrug (ten westen van Lochem), waarbij de oever ook deels is afgegraven.
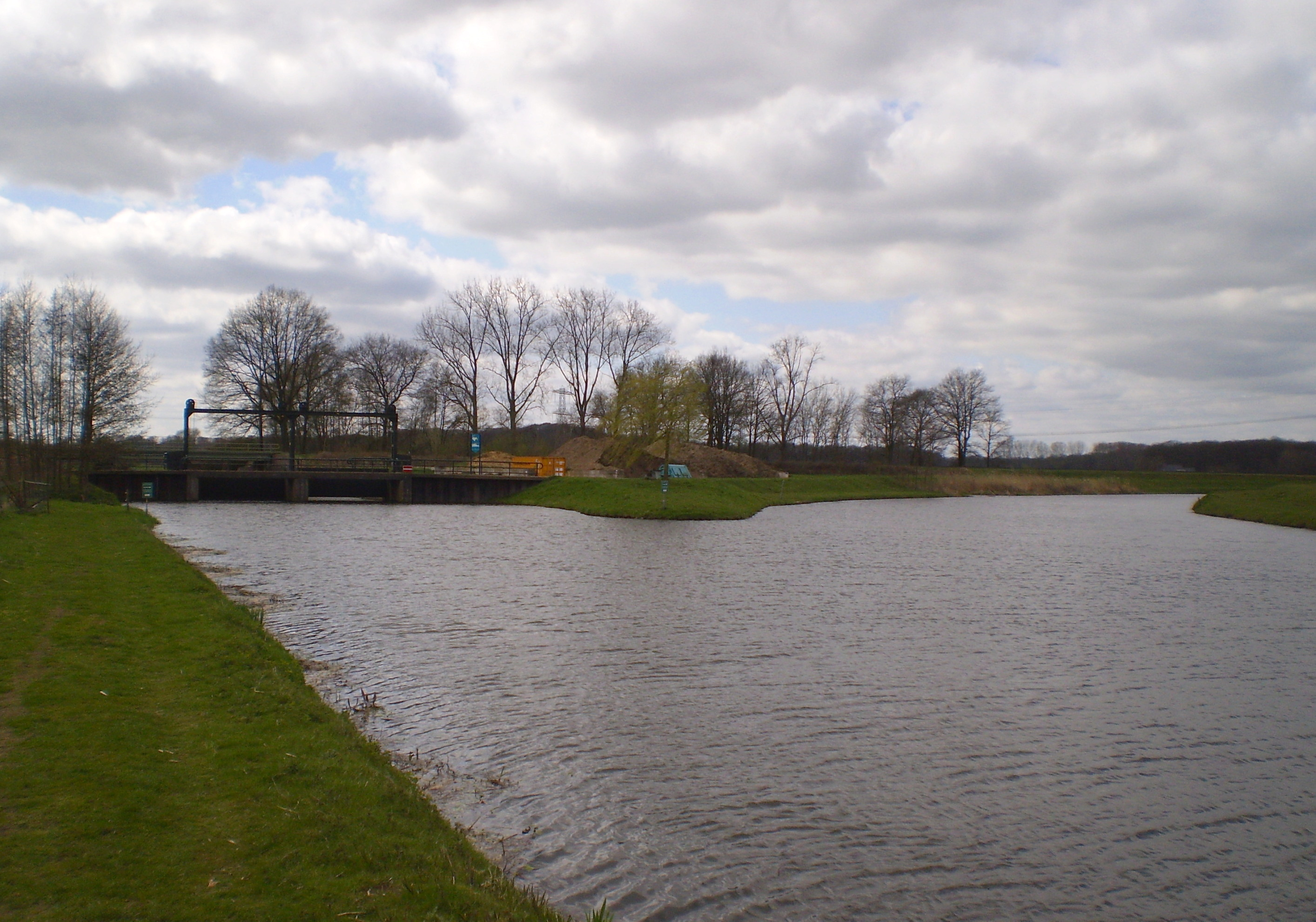
De Berkel bij verdeelwerk Warken; rechts het afleidingskanaal, dat bij sluiscomplex Eefde in het Twentekanaal uitkomt.
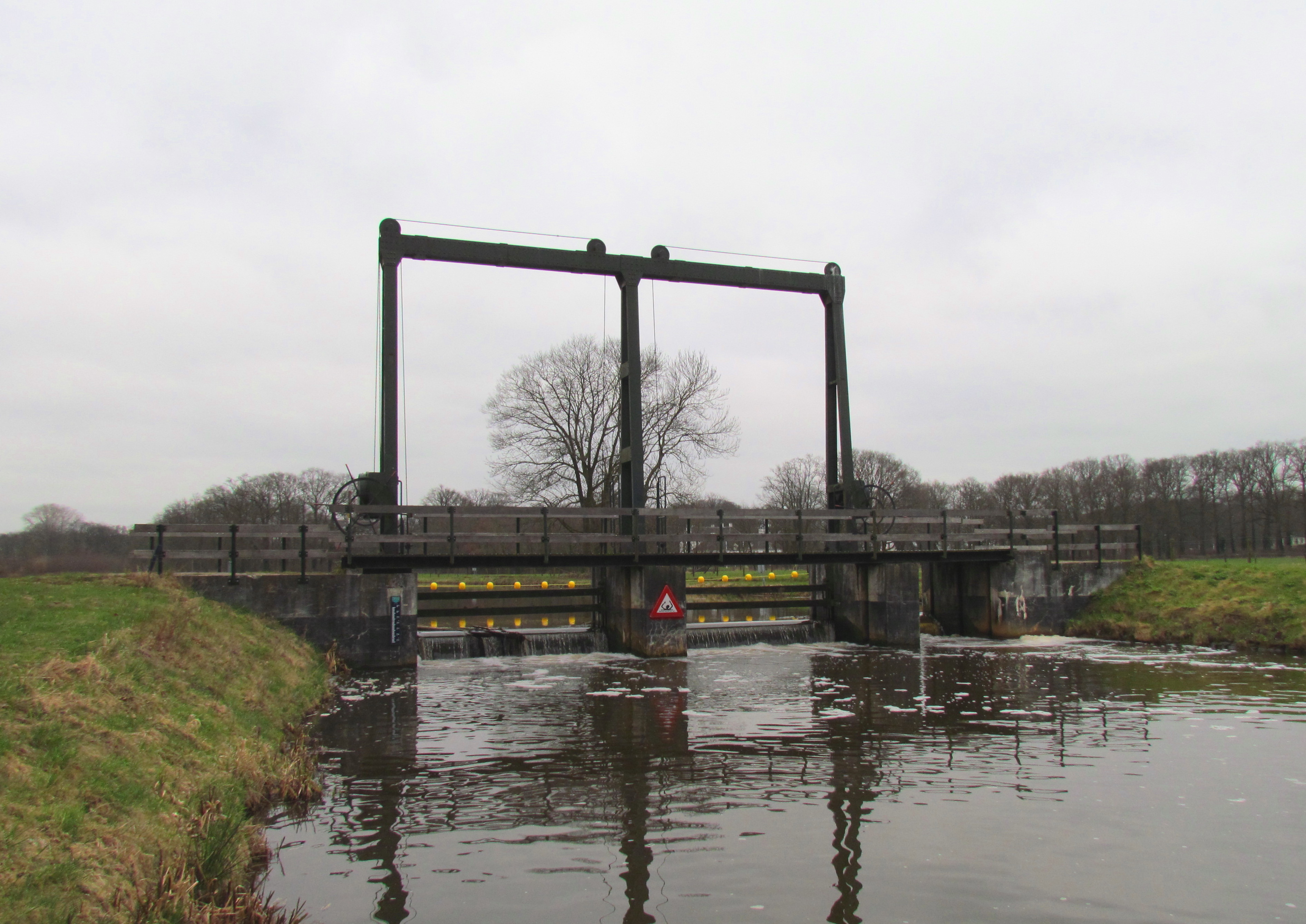
De monumentale schuifstuw in de Berkel bij Warnsveld (ten oosten van Zutphen).